# Thomas Mooney
Thomas Joseph Mooney (8 de Dezembro de 1882 – 6 de Março de 1942) foi um sindicalista americano em São Francisco, que foi condenado junto com Warren K. Billings da Prontidão Do Dia Do Bombardeio em 1916, servindo 22 anos antes de ser perdoado em 1939.

## Na prisão
Em 1918, a sentença de Mooney foi mudada para prisão perpétua, o mesmo que Billings. Mooney, prisioneiro número 31921, rapidamente se tornou um dos prisioneiros políticos mais famosos da América. Uma campanha mundial para libertar Tom Mooney se seguiu. Durante esse período, sua esposa Rena, editora do Bulletin, Fremont Older, anarquistas Alexander Berkman e Emma Goldman, herdeira Aline Barnsdall, cinema dos Estados Unidos. Hollywood]] celebridades, políticos internacionais e muitas outras pessoas conhecidas fizeram campanha pela sua libertação. Caroline Decker, um ativista trabalhista que mais tarde se tornou ativo no sindicalismo agrícola da Califórnia, foi primeiro para a Califórnia como parte de uma delegação de "Free Tom Mooney".